# Wings of Honour: Battles of the Red Baron
Wings of Honour: Battles of the Red Baron è un videogioco simulatore di volo, sviluppato da City Interactive, il gioco è ambientato nella Grande guerra.

## Trama
Il gioco è ambientato nella prima guerra mondiale, più precisamente nel 1916, dove la Jasta 11 del Barone Rosso, sta massacrando gli equipaggi alleati, per questo motivo, la Triplice intesa ha creato una squadra speciale chiamata "Angels of Doom", da qui il giocatore dovrà scegliere se essere il Barone Rosso oppure un membro degli "Angels of Doom".

## Modalità di gioco
Le missioni variano dallo scortare un gruppo di bombardieri ad attaccare un obiettivo specifico, si pilotano quasi solamente aerei, ma in una missione in particolare si dovrà occupare una postazione antiaerea.

### Campagna
Il giocatore può scegliere quale campagna affrontare, se quella dei tedeschi, o Inghilterra e Francia (Alleati). Per gli Alleati, la storia segue le vicende dello squadrone "Angels of Doom", creata per fermare il leggendario Barone Rosso, ed il suo Circo Volante, prima che esso stermini i piloti alleati.
Per la campagna tedesca, invece le vicende seguono proprio Manfred von Richthofen, e la sua squadra nel fermare gli "Angels of Doom", e permettere alla sua nazione la vittoria.

## Aerei presenti nel gioco

### Aerei tedeschi
- Fokker E.III
- Fokker Dr.I
- Fokker D.VII
- Albatros D.III
- Albatros D.V
- Pfalz D.III
- Siemens-Schuckert D.III
- LFG Roland C.II
- Gotha G.V
- Dirigibile Zeppelin

### Aerei Alleati
- Nieuport 11
- Nieuport 17
- Nieuport 28
- Airco DH.2
- Sopwith Pup
- Sopwith Camel
- RAF S.E.5
- Royal Aircraft Factory R.E.8
- SPAD S.XIII
- Handley Page V/1500

## Assi nemici
Se il giocatore sceglie di appartenere alla parte alleata, avrà l'opportunità di affrontare in combattimento alcuni assi tedesco imperiali ovvero, oltre lo stesso Manfred von Richthofen, Oswald Boelcke, Werner Voss, Ernst Udet.
Al contrario se sceglie di appartenere alla parte tedesco imperiale dovrà affrontare gli assi francesi come Charles Nungesser, Georges Guynemer, René Fonck e britannici come Lanoe Hawker, Albert Ball, Edward Mannock.